# Hryvnia Ukraina
Hryvnia Ukraina hoặc hryvnya (tiếng Ukraina: гривня, phát âm [ˈɦrɪu̯nʲɑ] (hờ-ri-vi-nhya); dấu hiệu: ₴, mã: UAH) là tiền tệ quốc gia của Ukraina tính từ ngày 2 tháng 9 năm 1996. hryvnia được chia thành 100 kopiyky. Nó được đặt tên theo một thước đo trọng lượng được sử dụng trong thời trung cổ Rus' Kiev.

## Đặt tên

### Từ nguyên
Tiền tệ của Rus' Kiev trong thế kỷ thứ mười một được gọi là grivna. Từ này được cho là có nguồn gốc từ griva các ngôn ngữ Slavic; trong tiếng Ukraina, tiếng Nga, tiếng Bungari và tiếng Serbia-Croatia грива/griva, có nghĩa là "bờm". Nó có thể chỉ ra một cái gì đó có giá trị đeo quanh cổ, thường được làm bằng bạc hoặc vàng; cf grivna của Bulgaria và Serbia (гривна, "vòng đeo cổ"). Sau đó, từ này được sử dụng để mô tả các thỏi bạc hoặc vàng có trọng lượng nhất định; cf Tiếng Ukraina hryvenyk (гривеник), tiếng Nga grivennik (гривенник, "đồng 10-kopek").
Hryvnia Ukraina hiện đại đôi khi được chuyển ngữ thành hryvna, hrivna, gryvna hoặc grivna, do đối tác tiếng Nga của nó, гри́вна, grívna rõ rệt. Tuy nhiên, tên tiếng Anh tiêu chuẩn cho tiền tệ là hryvnia.
Ngân hàng Quốc gia Ukraine đã khuyến cáo rằng một sự phân biệt được thực hiện giữa grivna và grívna trong cả hai phương tiện lịch sử và thực tiễn. 

### Số nhiều
Các số nhiều chủ cách của hryvnia là hryvni (tiếng Ukraina: гривні), trong khi số nhiều nguyên thủy là hryven ' (tiếng Ukraina: гривень). Trong tiếng Ukraina, dạng số nhiều được chỉ định được sử dụng cho các số kết thúc bằng 2, 3 hoặc 4, như trong dvi hryvni (дві гривні, "2 hryvni") và số nhiều được sử dụng cho các số kết thúc bằng 5 đến 9 và 0, ví dụ sto hryven ' (сто гривень, "100 hryven'"); cho các số kết thúc bằng 1 dạng số ít được đề cử được sử dụng, ví dụ: hryvnia odna của dvadciat(двадцять одна гривня, "21 hryvnia"). Một ngoại lệ cho quy tắc này là các số kết thúc bằng các số 11, 12, 13 và 14 mà số nhiều của số nguyên cũng được sử dụng, ví dụ: dvanadciat 'hryven' (дванадцять гривень, "12 hryven '"). Số ít cho phân khu là копійка (kopiyka), số nhiều đề cử là копійки (kopiyky) và gen là копійок (kopiyok).

## Ký hiệu tiền tệ
Dấu hiệu grivna là một chữ thảo Ukraina thư Anh (г), với một nét ngang kép (₴), tượng trưng cho sự ổn định, tương tự như sử dụng trong ký hiệu tiền tệ khác như yen (¥), đồng Euro (€) hoặc đồng Rupee Ấn Độ (₹). Dấu hiệu được mã hóa thành U + 20B4 trong Unicode 4.1 và được phát hành vào năm 2005. [4] Nó hiện được hỗ trợ bởi hầu hết các hệ thống. Ở Ukraine, nếu dấu hiệu hryvnia không có sẵn, chữ viết tắt Cyrillic "грн." Được sử dụng.